# Smědava
Smědava (německy Wittighaus) je název oblasti kolem stejnojmenné horské chaty v Jizerských horách ve výšce 847 m n. m. Toto sedlo pod Smědavskou horou je vrcholem jediné silnice protínající Jizerské hory a propojující Bílý Potok a Desnou.

## Popis lokality
Smědava je místem soutoku Bílé, Černé a Hnědé Smědé a tedy vzniku říčky Smědé. Samotná chata Smědava i s větší částí parkovišť patří k obci Bílý Potok (k. ú. Bílý Potok pod Smrkem), skupina domů o něco severněji na protější straně silnice však již patří k městu a katastrálnímu území Hejnice.

## Historie
Oblast byla osídlena patrně od roku 1814, kdy zde žili dřevaři, uhlíři a pastevci skotu. Turistickou oblastí se stala až v polovině 19. století, roku 1841 byla na soutoku Smědých postavena první turistická chata. Roku 1891 byla k chatě přivedena silnice od Bílého Potoka a následně byla chata rozšířena o dvě křídla a prosklenou verandu. Chata brzy přestala vyhovovat zámožnějším hostům, proto nechal majitel panství – hrabě Clam-Gallas roku 1910 na protější straně silnice postavit pro své přátele nevelký dřevěný lovecký zámeček. Roku 1895 byly na trati ze Smědavy do Bílého Potoka uspořádány první závody v jízdě na saních v Čechách. Dne 16. června 1932 chata vyhořela, roku 1935 byla postavena chata nová, stavěná podle návrhu architekta Františka Zejdla. Lovecký zámeček shořel 7. listopadu 1969. Turistická chata byla na začátku října 2021 kompletně stržena, což se mezi veřejností setkalo s vlnou nevole, a začalo se s budováním wellness hotelu. Nový objekt se otevíral 1. července 2023.

## Dostupnost
K chatě zajíždí autobus z Frýdlantu, přímo u ní je parkoviště. Je oblíbenou restaurací pro cykloturisty, běžkaře i pěší turisty. Ze Smědavy se lze vydat prakticky na libovolné místo Jizerských hor, například na: Smrk, Jizeru nebo Jizerku.

## Galerie

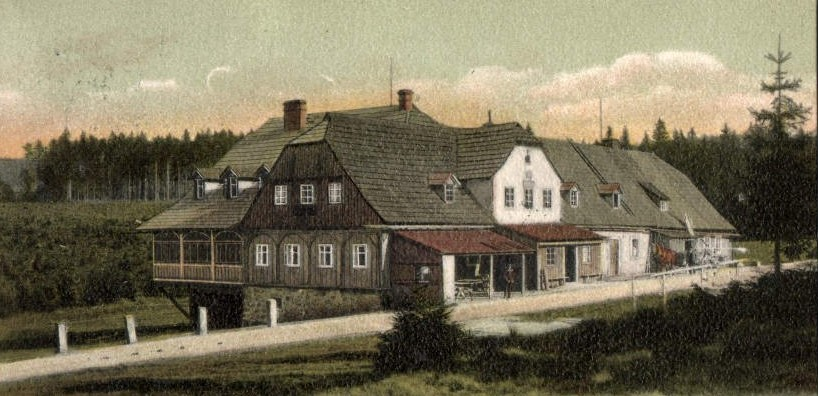
Původní chata (Wittighaus), foto 1905
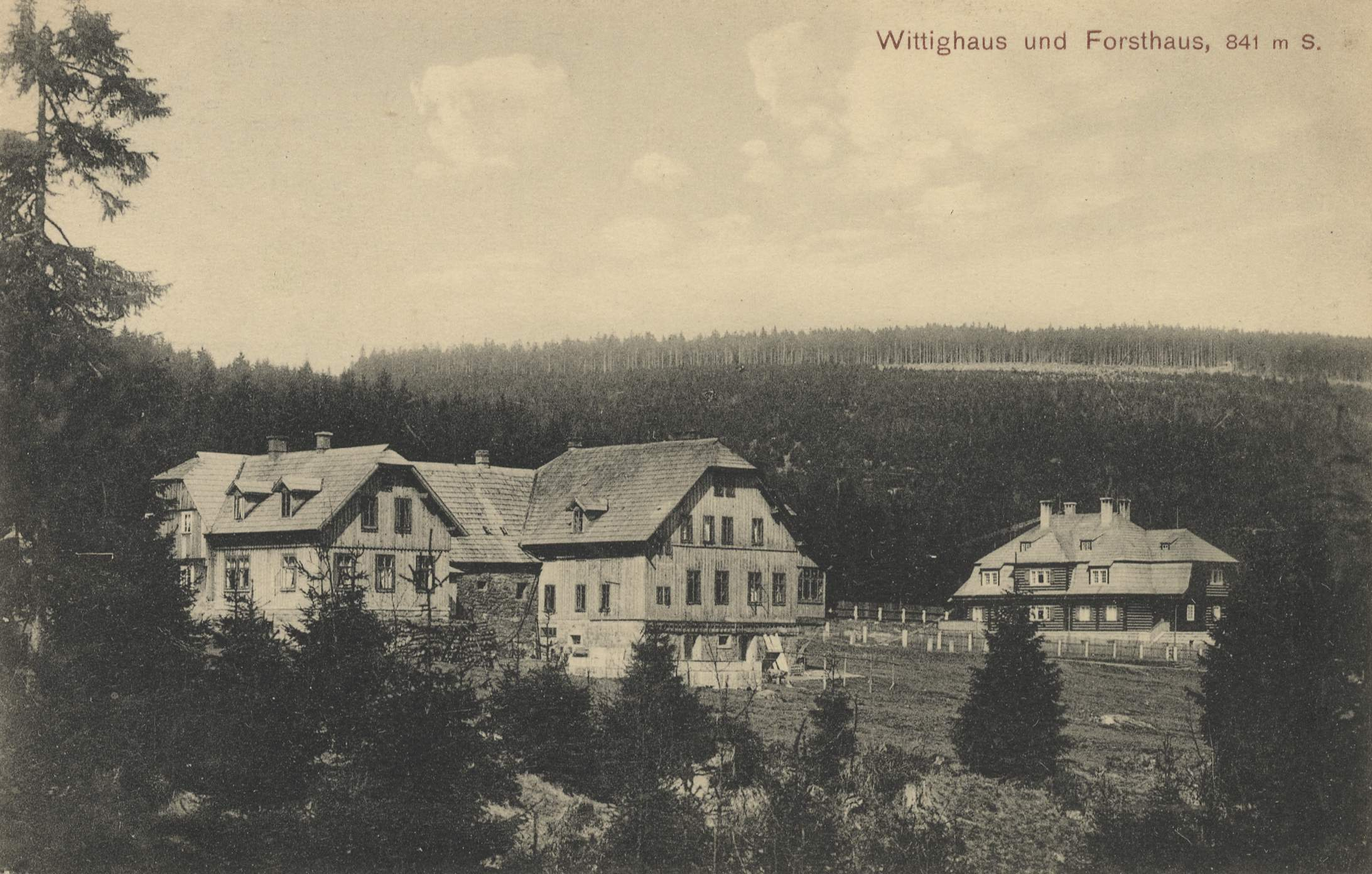
Wittighaus a lovecký zámeček (Forsthaus), foto po 1910
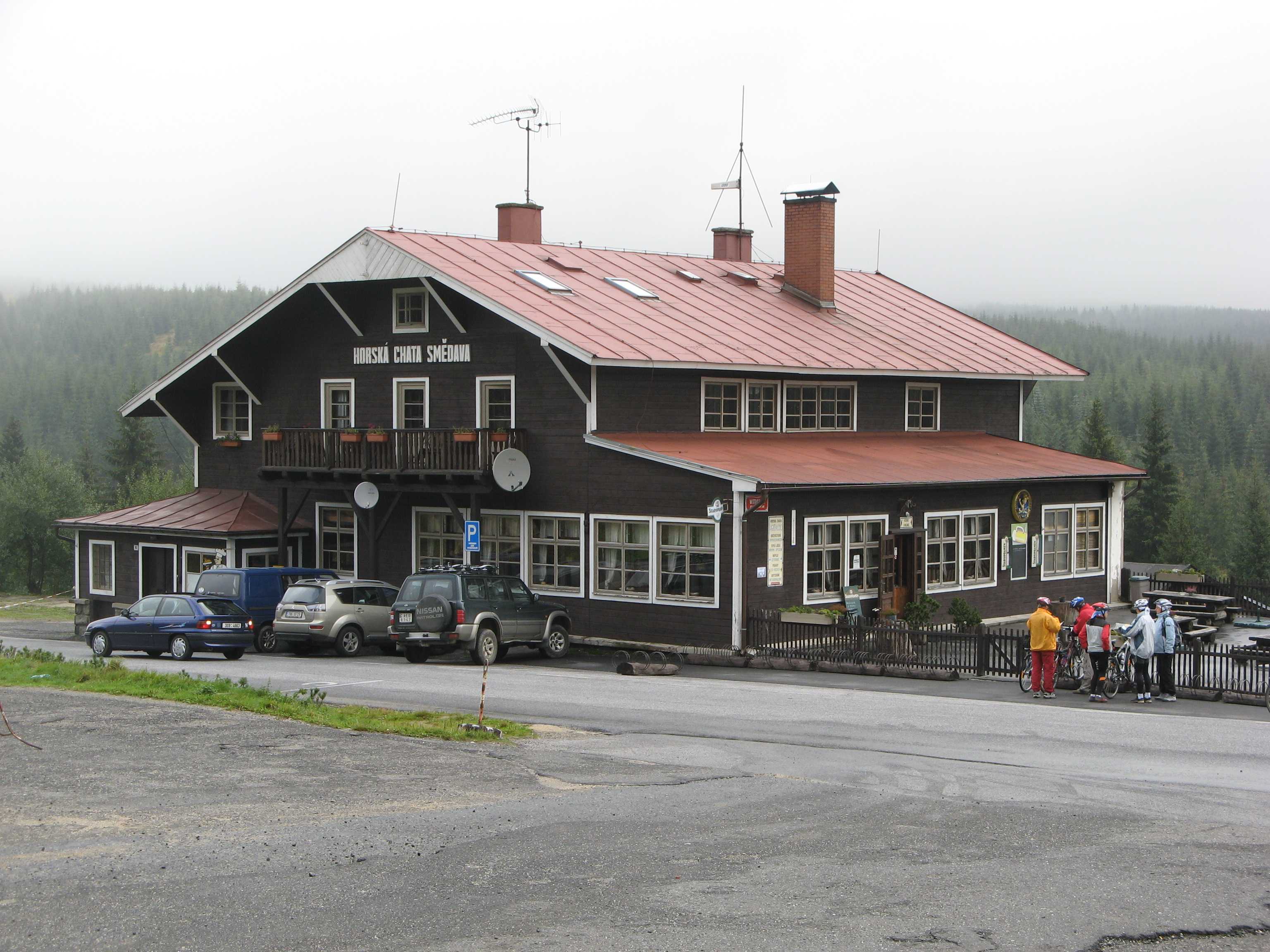
Chata z roku 1935, foto 2007